# Las Strachociński
Las Strachociński, Smoczy Las (Strachate, Drachenwald) – las położony we wschodniej części Wrocławia. Przez las przepływa struga Piskorna. Powierzchnia obszaru Lasu Strachocińskiego wynosi około 200 ha, przy czym sam drzewostan zajmuje około 139 ha(według innych źródeł: 144,3 ha, 132 ha). Pozostały obszar to głównie łąki, w tym tzw. czosnkowa łąka, nad Piskorną, dzieląca las na dwa zasadnicze obszary. Trzeci, niewielki obszar, przylega bezpośrednio do osiedla Strachocin. 
Las Strachociński położony jest pomiędzy osiedlami miasta Wrocławia, wsiami, oraz rzeką Odrą:
- osiedle Strachocin i osiedle Wojnów – na północ od lasu
- wieś Łany i Kamieniec Wrocławski w gminie Czernica – na wschód od lasu
- rzeka Odra – na południe od lasu.

W obszarze Lasu Strachocińskiego, na polanie leśnej, struga Piskorna, tworzy niewielkie rozlewisko nazywane Jezioro Leśne. W obszarze tym znajduje się także Staw Strachociński. Przez Piskornę przerzuconych jest kilka mostów i kładek zapewniających komunikację pomiędzy poszczególnymi częściami lasu.
Las Strachociński jest lasem państwowym, podlegającym Regionalnej Dyrekcji Lasów Państwowych we Wrocławiu, nadleśnictwu Oława.
Z Lasem Strachocińskim wiąże się legenda o Smoku Strachocie. Stąd też druga nazwa lasu (Smoczy Las), która przetrwała, szczególnie wśród okolicznych mieszkańców, do dziś.